# Disproportioneringsreactie
Een disproportioneringsreactie (ook wel dismutatie of auto-redoxreactie genoemd) is een chemische reactie waarbij eenzelfde atoomsoort zowel naar een hoger als naar een lager oxidatiegetal gaat. Bij dergelijke reacties wordt van een reactiecomponent een gedeelte geoxideerd en een ander deel gereduceerd.

## Voorbeelden
De vorming van hypochloriet door reactie van dichloor met hydroxide-ionen is een voorbeeld van een disproportioneringsreactie:
{\displaystyle {\ce {Cl2 + OH- -> ClO- + Cl- + H+}}}
Het oxidatiegetal van chloor in dichloor daalt (-I in chloride) en stijgt (+I in hypochloriet).
Een ander voorbeeld is de Cannizzaro-reactie, waar het oxidatiegetal van het benzylische koolstofatoom zowel daalt als stijgt.
De ontleding van waterstofperoxide is een klassiek voorbeeld van een disproportioneringsreactie. De eerste halfreactie betreft de reductie van waterstofperoxide tot water:
{\displaystyle {\ce {H2O2 + 2H+ + 2e- -> 2H2O}}}
De tweede halfreactie betreft de oxidatie van waterstofperoxide tot dizuurstof:
{\displaystyle {\ce {H2O2 -> O2 + 2H+ + 2e-}}}
De totaalreactie wordt dus gegeven door:
{\displaystyle {\ce {2H2O2 -> 2H2O + O2}}}
Aangezien de kinetiek van deze reactie zeer traag is, wordt ze gekatalyseerd, typisch door toevoegen van mangaan(IV)oxide.
De vorming van titanium(II)chloride en titanium(IV)chloride uit titanium(III)chloride is een voorbeeldreactie uit de metaalchemie:
{\displaystyle {\ce {2TiCl3 -> TiCl2 + TiCl4}}}